# Astronomy Reports

Astronomy Reports (en russe : Астрономический журнал) est une revue scientifique russe d'astronomie. Elle présente des recherches originales concernant les sujets d'astronomie et d'astrophysique, mais aussi des chroniques de conférences internationales et des critiques d'ouvrages. Fondée en 1924, cette revue a été décrite comme étant la plus importante en astronomie, en Union soviétique. D'abord sur papier, elle est aujourd'hui disponible en ligne. Le directeur de publication est Alexander A. Boyarchuk, de l'Institut d'astronomie au sein de l'Académie russe des sciences.